# Apoballis
Apoballis Schott – rodzaj roślin z rodziny obrazkowatych, obejmujący 12 gatunków pochodzących z Azji Południowo-Wschodniej (Tajlandii, Półwyspu Malajskiego, Sumatry, Jawy i Nusa Tenggara), zasiedlających równikowe lasy nizinne i wzgórzowe do wysokości 1500 m n.p.m. Niektóre gatunki są reofitami. Nazwa naukowa pochodzi od greckiego słowa βαλλής (ballis – strona, także roślina o właściwościach leczniczych), i zbudowana została z prefiksem από- (apo- – z, od, oddzielnie).

## Morfologia
PokrójRoślina zielna.
ŁodygaPlejonantyczna, wzniosła do płożącej.
LiścieOd kilku do wielu, często złączonych. Ogonki nagie, czasem lekko owłosione. Pochwa liściowa w pełni nasadzona, zwężająca się. Blaszki liści podłużno-lancetowate do jajowato-strzałkowatych, czasami wielobarwne, gładkie; przy nasadzie blaszki klinowate lub strzałkowate; przy wierzchołku ostre lub wydłużone i spiczaste. Żyłki pierwszo- i drugorzędowe podwójnie pierzaste (bipinnate). Żyłki trzeciorzędowe niewyraźne.
KwiatyRośliny jednopienne. Kwiatostan typu kolbiastego pseudancjum, pojedynczy lub złożony w wierzchotkę składającą się z nie więcej niż 5 kwiatostanów. Pochwa długa, o długości do 20 cm. W dolnej części jajowata, w górnej podłużno-lancetowata. Otwiera się nieznacznie, odsłaniając jedynie kwiaty męskie. Kolba dłuższa lub równej długości jak pochwa. Dolna część, pokryta kwiatami żeńskimi, ukośnie zrośnięta z pochwą w ⅓ długości. Słupki okrągłe, osadzone. Kwiaty męskie od żeńskich oddziela wyraźna szczelina, naga lub nieznacznie pokryta prątniczkami. Pręciki gęsto ułożone, dzwonkowate lub nieregularne w kształcie. Kolba kończy się wyrostkiem.
OwocePochwa owocostanu w kształcie urny, wygięta.

## Systematyka
Rodzaj Apoballis w 1858 r. został wyodrębniony z rodzaju Homalomena, stając się taksonem monotypowym obejmującym gatunek Apoballis neglecta. Dwa lata później za A. neglecta uznano jeden z gatunków w rodzaju Schismatoglottis – Sch. rupestris. W 1995 r. decyzja ta została zakwestionowana, a Apoballis neglecta został uznany za synonim taksonomiczny Schismatoglottis rupestris. W roku 2009 przeprowadzono molekularne badania filogenetyczne wszystkich taksonów w plemieniu Schismatoglottidae, nieformalnych grup w rodzaju Schismatoglottis i kladu siostrzanego Cryptocoryneae. Analizy DNA oraz obserwacje morfologiczne stały się podstawą między innymi ponownego wyodrębnienia Apoballis z rodzaju Schismatoglottis.
Gatunki
- Apoballis acuminatissima (Schott) S.Y. Wong & P.C. Boyce [comb.nov.: Schismatoglottis acuminatissima]
- Apoballis belophylla (Alderw.) S.Y. Wong & P.C. Boyce [bazonim: Schismatoglottis belophylla]
- Apoballis brevipes (Hook. f.) S.Y. Wong & P.C. Boyce [bazonim: Schismatoglottis brevipes]
- Apoballis grandiflora (Alderw.) S.Y. Wong & P.C. Boyce [bazonim: Schismatoglottis grandiflora]
- Apoballis hastifolia (Hallier f. ex Engl.) S.Y. Wong & P.C. Boyce [bazonim: Schismatoglottis hastifolia]
- Apoballis javanica (Engl.) S.Y. Wong & P.C. Boyce [bazonim: Schismatoglottis javanica]
- Apoballis longicaulis (Ridl.) S.Y. Wong & P.C. Boyce [bazonim: Schismatoglottis longicaulis]
- Apoballis mutata (Hook. f.) S.Y. Wong & P.C. Boyce [bazonim: Schismatoglottis mutata]
- Apoballis okadae (M. Hotta) S.Y. Wong & P.C. Boyce [bazonim: Schismatoglottis okadae]
- Apoballis ovata (Schott) S.Y. Wong & P.C. Boyce [bazonim: Schismatoglottis ovata]
- Apoballis rupestris (Zoll. & Moritzi ex Zoll.) S.Y. Wong & P.C. Boyce [bazonim: Schismatoglottis rupestris]
- Apoballis sagittifolia (Alderw.) S.Y. Wong & P.C. Boyce [bazonim: Schismatoglottis sagittifolia]